# Гладковы
Гладковы (Гладкие, Глатковы, Глаткие) — древний русский дворянский род, из Псковских бояр.
Потомство Сильвестера Гладкова, жалованного поместьем (1670), внесено в VI часть родословной книги Курской губернии. Род Гладковых, так же, внесен в VI часть родословной книги Пензенской и Нижегородской губерний.

## История рода
Псковский боярин Еписах Гладков упоминается (1477). Михаил Гладков упомянут (1570), его потомство владело поместьями и служило по Новосилю, внесено в родословную книгу Тверской и Московской губерний.
Илья Иванович в начале XVII столетия владел поместьем в Ливенском уезде и пропал безвестно (1619). Пётр Гладков нижегородский окладчик (1619). Иван Прокофьевич вёрстан новичным окладом по Новосиль (1628). Путивльский сын боярский Григорий Гладков послан за рубеж для вестей (1629-1629). Григорий Гладков пристав при шведских послах (1631). Ливинец Семён Гладков послан к царю с сеунчем (1633). Григорий Фёдорович служил в детях боярских по Брянску (1634).  Воевода г. Василя - Гладков NN (1642) Иван Семёнович в конце XVII столетия владел поместьем в Свияжском уезде.
Пять представителей рода владели населёнными имениями (1699).
Иван и Макар Гладковы подьячие Пензенской приказной избы (1701).
Павел Александрович Гладков — Саратовский губернский предводитель дворянства (1810—1813). 

## Описание герба
На щите, имеющем голубое и красное поля, изображены в виде креста серебряные две шпаги и две стрелы, остриями обращенные к середине.
На щите дворянский коронованный шлем. Нашлемник: три страусовых пера, на коих видна шестиугольная золотая звезда. Намёт на щите голубой, подложенный серебром. Герб рода Гладковых внесен в Часть 8 Общего гербовника дворянских родов Всероссийской империи, стр. 101.